# Краев, Дмитрий Владимирович
Дмитрий Владимирович Краев (род. 23 августа 1965) — российский военачальник, командир 14-го армейского корпуса Северного флота с 2017 по 2022 год, генерал-лейтенант (2020).

## Биография
В 1980 поступил в Казанское суворовское военное училище, которое окончил в 1982 году. На службе в Вооружённых силах СССР с 1982 года.
1982—1986 — курсант 6-й роты Рязанского высшего воздушно-десантного командного училища им. Ленинского комсомола.
1986—1990 — командир разведывательного взвода 390-го полка морской пехоты 55-й дивизии морской пехоты Тихоокеанского флота ВМФ СССР. Начал службу в своей первой офицерской должности под непосредственным командованием командира разведывательной роты капитана Рукавишникова Вадима Леонидовича (в будущем участника Первой чеченской войны и кавалера ордена Мужества) в полку морской пехоты, которым в то время командовал Холод Виталий Семёнович (в будущем командир 55-й дивизии морской пехоты Береговых войск Тихоокеанского флота ВМФ Российской Федерации, кавалера ордена Мужества, участника Первой чеченской войны).
1990—1993 — командир разведывательной роты 390-го полка морской пехоты 55-й дивизии морской пехоты.
1993—1994 — начальник штаба — заместитель командира батальона морской пехоты 390-го полка морской пехоты 55-й дивизии морской пехоты Береговых войск Тихоокеанского флота.
1994—1995 — командир танкового батальона морской пехоты 390-го полка морской пехоты 55-й дивизии морской пехоты Береговых войск Тихоокеанского флота.
1995—1998 — слушатель Военной академии бронетанковых войск им. Маршала Советского Союза Р. Я. Малиновского.
1998—1999 — старший офицер — заместитель начальника отдела применения береговых войск Черноморского флота ВМФ Российской Федерации.
1999—2002 — начальник штаба — заместитель командира 810-го отдельного полка морской пехоты Береговых войск Черноморского флота ВМФ РФ.
2002—2006 — командир 810-го отдельного полка морской пехоты Береговых войск Черноморского флота ВМФ Российской Федерации.
2006—2007 — заместитель начальника Береговых войск Черноморского флота.
2007—2009 — слушатель Военной академии Генерального штаба Вооружённых сил Российской Федерации.
2009—2011 — заместитель начальника Береговых войск Черноморского флота.
2011—2015 — командир 18-й пулемётно-артиллерийской дивизии 68-го армейского корпуса Восточного военного округа.
Указом Президента РФ от 11 июня 2014 года № 414 полковнику присвоено воинское звание «генерал-майор».
2015—2016 — начальник Береговых войск Северного флота.
2016—2017 — заместитель командующего Северным флотом по сухопутным и береговым войскам.
2017—2022 — командир 14-го армейского корпуса Северного флота.
Указом Президента РФ от 10 декабря 2020 года № 769 присвоено воинское звание звание генерал-лейтенант.

## Награды
- Орден Жукова[4]
- Орден Мужества
- Орден «За военные заслуги»
- Медаль ордена «За заслуги перед Отечеством» 2 степени
- Медаль «Участнику военной операции в Сирии»